# Retratos de los reyes de Aragón
Los Retratos de los reyes de Aragón son una colección de cuatro pinturas al temple sobre tabla obra de Gonçal Peris Sarrià y Jaume Mateu, realizadas en 1427. Actualmente se conservan en el Museo Nacional de Arte de Cataluña (MNAC).

## Descripción
Este conjunto de pinturas formó parte de la decoración del techo de la antigua Sala del Consejo de la Casa de la Ciudad de Valencia, y la sumaban un total de quince retratos reales de la reyes de Aragón, de las que cuatro están en el MNAC y las restantes once desaparecidas.
Las tablas del MNAC estaban relacionadas con los reyes Jaime I el Conquistador (1208-1276), Alfonso III de Aragón (1265-1291), Pedro IV el Ceremonioso (1319-1387) y Alfonso V el Magnánimo (1396-1458).
En un documento fechado el 3 de septiembre del año 1427 se hace referencia al pago de 9.191 sueldos y 9 dineros a los pintores Gonçal Peris Sarrià, Jaume Mateu y Joan Moreno por el dorado de las molduras y por quince «tabulas pictas» de la Sala del Consejo de la Casa de la Ciudad de Valencia. Un año más tarde, el 6 de mayo de 1428, estos tres artistas, junto con Bartomeu Avella, recibieron 3.042 sueldos y 6 dineros como liquidación de una cantidad mayor.
La actividad de Gherardo Starnina, Pere Nicolau y Marçal de Sas en Valencia da idea de la elevada calidad artística que había en la ciudad alrededor de 1400, calidad que, lejos de decrecer durante la primera mitad del siglo XV, se enriquece por la actividad de diversos pintores formados en estos talleres, entre los que destacan Gonçal Peris, Gonçal Peris Sarrià, Jaume Mateu, sobrino de Nicolau y Miquel Alcañiz.
La proximidad estilística entre los principales pintores, la importancia de sus talleres y la contratación conjunta de diversos artífices para la realización de una obra crean serias dificultades a la hora de distinguir la autoría de cada una de estas tablas.
|                       |
| Alfonso III de Aragón |

|                         |
| Pedro IV el Ceremonioso |

|                        |
| Alfonso V el Magnánimo |